# Fikret Hakan
Fikret Hakan, właściwie Bumin Gaffar Çitanak  (ur. 23 kwietnia 1934 w Balıkesirze, zm. 11 lipca 2017 w Stambule) – turecki aktor, laureat nagrody Honorowego Artysty Turcji, przyznawanej przez rząd turecki.
Fikret Hakan urodził się w 1934 roku w Balıkesirze, jego matka była pielęgniarką, ojciec zaś nauczycielem. Jako nastolatek przeprowadził się z rodzicami z Balıkesiru do Galatasaray High School w Stambule.
Hakan rozpoczął swoją karierę artystyczną w 1950 roku jako aktor Teatru Ses i współpracował z magazynami literackimi. Zadebiutował w filmie Evli mi bekar mi, krótkometrażowej komedii reżyserowanej przez Muhsina Ertugrul w 1951 roku. Wystąpił w ponad 170 filmach, a jego szczyt popularności przypadał w latach pięćdziesiątych, sześćdziesiątych do 1976 roku. 
Zmarł 11 lipca 2017 roku w szpitalu w Stambule na raka płuc.

## Wybrana filmografia
- Hoşgör, Boşver, Aldırma (Memo Festivalde), 1953
- Köprüaltı Çocukları, 1953
- Cingöz Recai, 1954
- Yollarımız Ayrılıyor, 1954
- Karacaoğlan, 1955
- Gülmeyen Yüzler, 1955
- Beyaz Mendil, 1955
- Battal Gazi Geliyor jako Cafer, 1955
- Ölüm Deresi, 1956
- Papatya, 1956
- Kör Kuyu, 1957
- Lejyon Dönüşü, 1957
- Ak Altın, 1957
- İstanbul'da Aşk Başkadır, 1961
- Aşk Yarışı, 1962
- Kısmetin En Güzeli, 1962
- Sokak Kızı, 1962
- Yılanların Öcü jako Kara Bayram, 1962
- Aşk Orada Başladı, 1962
- Battı Balık, 1962
- Ölüme Yalnız Gidilir, 1962
- Badem Şekeri, 1963
- Bana Annemi Anlat, 1963
- Cehennemde Buluşalım (Camp Der Verdammten), 1963
- Katır Tırnağı, 1963
- Öldür Beni, 1963
- Zehir Hafiye, 1963
- Aşka Vakit Yok, 1963
- Karanlıkta Uyananlar, 1964
- Affetmeyen Kadın, 1964
- Bücür, 1964
- Kasan Davı, 1967
- Çıldırtan Arzu, 1967
- Şeyh Ahmed, 1968
- Şeytan Kafesi, 1968
- Kafkas Kartalı, 1968
- Kara Battal'ın Acısı, 1968
- Mısır'dan Gelen Gelin, 1969
- Target: Harry, 1969
- Devlerin Aşkı, 1969
- Aslan Oğlum, 2000
- Yeni Hayat (TV), 2001
- Benimle Evlenir Misin jako Eşref Bey (TV), 2001
- Zor Hedef (TV), 2002
- Para=Dolar, 2000
- Şıh Senem, (2003)
- Kurşun yarası (TV), 2003
- Eğreti Gelin, 2005
- Kaybolan Yıllar jako Süleyman Çesen, (2004)